# الكسندر كروفورد
الكسندر كروفورد (24 مايو 1891 - 10 مايو 1916) (بالإنجليزية: Alexander Crawford)‏ هو لاعب كريكت بريطاني (وحمل سابقاً جنسية المملكة المتحدة لبريطانيا العظمى وأيرلندا).